# 英式賓果

英式賓果

英式賓果是一种博弈游戏。自1960年投注及博彩法令颁布以来，該遊戲在英国越来越受欢迎，此後幾乎每年都有更多的英式賓果游戏厅开业。不過自2005年以来，英式宾果游戏厅的收入明显下降，许多宾果游戏厅甚至关闭。英式賓果俱乐部的数量从2005年的近600个下降到2014年1月的不到400个。